# Profunditat de penetració de London
En els superconductors, la profunditat de penetració de London (normalment indicada com {\displaystyle \lambda }o {\displaystyle \lambda _{L}}) caracteritza la distància a la qual un camp magnètic penetra en un superconductor i arriba a ser igual a No s'ha pogut entendre (MathML amb SVG o PNG alternatiu (recomanat per a navegadors moderns i eines d'accessibilitat): Resposta invàlida («Math extension cannot connect to Restbase.») del servidor «http://localhost:6011/ca.wikipedia.org/v1/»:): {\displaystyle e^{-1}}
 vegades el del camp magnètic a la superfície del superconductor. Els valors típics de λ L oscil·len entre 50 i 500 nm.
La profunditat de penetració de Londres resulta de considerar l'equació de London i la llei de circuits d'Ampère. Si es considera un semiespai superconductor, és a dir, superconductor per a x>0, i un camp magnètic extern feble B0 aplicat al llarg de la direcció z a l'espai buit x<0, aleshores dins del superconductor el camp magnètic ve donat per{\displaystyle B(x)=B_{0}\exp \left(-{\frac {x}{\lambda _{L}}}\right),}{\displaystyle \lambda _{L}} es pot veure com la distància a través de la qual esdevé el camp magnètic {\displaystyle e} vegades més feble. La forma de {\displaystyle \lambda _{L}} amb aquest mètode es troba{\displaystyle \lambda _{L}={\sqrt {\frac {m}{\mu _{0}nq^{2}}}},}per a portadors de càrrega de massa {\displaystyle m}, densitat numèrica {\displaystyle n} i cobrar {\displaystyle q}.
| Metall  | {\displaystyle \lambda _{o}\ (nm)} |
| ------- | ---------------------------------- |
| Estany  | 34                                 |
| Alumini | 16                                 |
| PLom    | 110                                |
| Niobi   | 39                                 |

La profunditat de penetració ve determinada per la densitat del superfluid, que és una quantitat important que determina Tc en superconductors d'alta temperatura. Si alguns superconductors tenen algun node en el seu buit d'energia, la profunditat de penetració a 0 K depèn del camp magnètic perquè la densitat del superfluid es modifica pel camp magnètic i viceversa. Per tant, mesures precises i precises del valor absolut de la profunditat de penetració a 0 K són molt importants per entendre el mecanisme de la superconductivitat a alta temperatura.
Hi ha diverses tècniques experimentals per determinar la profunditat de penetració de London, i en particular la seva dependència de la temperatura. La profunditat de penetració de London es pot mesurar per espectroscòpia d'espí muons quan el superconductor no té una constitució magnètica intrínseca. La profunditat de penetració es converteix directament a partir de la taxa de despolarització de l'espin del muó amb relació a la qual σ(T) és proporcional a λ2(T). La forma de σ(T) és diferent amb el tipus de bretxa d'energia superconductora a la temperatura, de manera que això indica immediatament la forma de la bretxa d'energia i ens dona algunes pistes sobre l'origen de la superconductivitat.